# Општина Провица де Жос (Прахова)
Провица де Жос (рум. Proviţa de Jos) општина је у Румунији у округу Прахова.
Oпштина се налази на надморској висини од 482 m.